# Camponotus hypoclineoides
Camponotus hypoclineoides é uma espécie de inseto do gênero Camponotus, pertencente à família Formicidae.